# بول دفروكس
بول دفروكس (مواليد 1945) مؤلف وباحث ومحاضر ومذيع بريطاني وفنان ومصور مقيم في المملكة المتحدة. وهو مؤسس مشارك ومحرر إداري للمنشور الأكاديمي Time & Mind - مجلة علم الآثار والوعي والثقافة، وباحث مشارك في الكلية الملكية للفنون (2007-2013)، وزميل بحث في الوعي الدولي في جامعة برينستون.
بول يعمل في المقام الأول على الموضوعات الأثرية، وخاصة الصوتيات الأثرية (دراسة الصوت في المواقع الأثرية)، وأنثروبولوجيا الوعي (وجهات نظر العالم القديمة والحديثة)، وعلم النفس الإيكولوجي، والظواهر الجيوفيزيائية غير العادية، ودراسات الوعي، التي تغطي النطاق من الأكاديمي إلى الشعبي. كتب أو شارك في كتابة 28 كتابًا منذ عام 1979. قام بإنشاء اثنين من الأفلام الوثائقية التلفزيونية للقناة 4 (المملكة المتحدة).

## سيرة ذاتية
نشأ بول في ليستر. رسم ودرس في كلية رافينسبورن للفنون والتصميم في لندن. مع تفضيل التعبيرية المجردة، وجد إلهامًا متزايدًا في الهندسة والمخططات الأرضية للمواقع القديمة. يعترف بتجربة LSD في الكلية. كما شهد، مع جميع الطلاب في الحرم الجامعي، مرور جسم غامض في وضح النهار عام 1967.
طوال السبعينيات، عرض أعماله التي وصفها ناقد بأنها «تصادم بين الفن البصري وعلم الآثار». كان أيضًا مدرسًا، وقام في نهاية المطاف بتدريس فصل مسائي في كنسينغتون يسمى أسرار الأرض. مهتمًا ببحث الأفكار وراء خطوط لاي.

## روابط خارجية
- www.pauldevereux.co.uk موقع Paul Devereux
- مختبرات أبحاث الوعي الدولي (ICRL) - في جامعة برينستون.
- ملف Ley Hunter's Companion Google Earth الموضعي (KMZ) استنادًا إلى كتاب 1979 (من جمعية Dowsers البريطانية ).